# Paraplatypeza rara
Paraplatypeza rara är en tvåvingeart som beskrevs av Shatalkin 1982. Paraplatypeza rara ingår i släktet Paraplatypeza och familjen svampflugor. Inga underarter finns listade i Catalogue of Life. Enligt Catalogue of Life är artens utbredningsområde Ryssland.